# 4492 Дебюссі
4492 Дебюссі (4492 Debussy) — астероїд головного поясу, відкритий 17 вересня 1988 року.
Тіссеранів параметр щодо Юпітера — 3,301.